# Michel Feuillard
Pour les articles homonymes, voir Feuillard.
Michel Feuillard, né le 7 février 1932 à Saint-Claude et mort le 26 novembre 2013 à Villejuif, est un géophysicien français.

## Biographie
Michel Feuillard décède le 26 novembre 2013 dès suites d'une longue maladie.

### Directeur d'OVSG
En 1962, Michel Feuillard, aide-physicien à l'Institut de physique du globe de Paris, est nommé directeur du laboratoire de physique du globe à Saint-Claude.
Le 13 novembre 1975, après des mois de sismicité en augmentation de la Soufrière, Feuillard alerte la Préfecture et la Sécurité civile qui lancent une étude d'un plan Orsec. En avril 1976, il déclare la situation sérieuse mais pas critique. En septembre 1976, une polémique médiatisée oppose Haroun Tazieff à Feuillard et Claude Allègre sur l'évacuation ou non de la population proche de la Soufrière à la suite de manifestations inquiétantes du volcan. Feuillard estime que la science volcanologique est incertaine et qu'il ne souhaite pas faire courir un risque grave à la population guadeloupéenne. Ce sera une éruption sans dégâts importants.

## Ouvrage
- Michel Feuillard, La Soufrière de la Guadeloupe : un volcan et un peuple, Jasor, 2011 (ISBN 978-2-912594-81-5)

## Distinctions et hommages
Le 22 juillet 1991, Michel Feuillard est décoré au grade de chevalier de la légion d'honneur, puis au grade d'officier le 14 juillet 2002.
En août 2011, Michel Feuillard est citoyen d'honneur de Saint-Claude.
En 2016, une rue des quartiers sud de Saint-Claude est renommée rue Michel Feuillard.